# Domancy
Domancy é uma comuna francesa na região administrativa de Auvérnia-Ródano-Alpes, no departamento da Alta Saboia. Estende-se por uma área de 7.4 km². Em 2010 a comuna tinha 2 251 habitantes (densidade: 304,2 hab./km²).